# Lykóvrysi
Lykóvrysi är en ort i Grekland.   Den ligger i prefekturen Nomarchía Athínas och regionen Attika, i den sydöstra delen av landet, 11 km nordost om huvudstaden Aten. Lykóvrysi ligger 243 meter över havet och antalet invånare är 9 650.
Terrängen runt Lykóvrysi är kuperad norrut, men söderut är den platt.Runt Lykóvrysi är det mycket tätbefolkat, med 2 521 invånare per kvadratkilometer. Närmaste större samhälle är Aten, 11,3 km sydväst om Lykóvrysi. Runt Lykóvrysi är det i huvudsak tätbebyggt.